# Reprezentacja Szkocji na żużlu
Reprezentacja Szkocji na żużlu – grupa żużlowców reprezentujących Szkocję w sportowych imprezach międzynarodowych. Za jej funkcjonowanie odpowiedzialny był Scottish Auto Cycle Union (SACU).
W latach 70. XX wieku przez kilka lat w mistrzostwach świata par oraz w drużynowych mistrzostwach świata reprezentacja Szkocji startowała obok reprezentacji Anglii, za której funkcjonowanie odpowiedzialny był Auto-Cycle Union (ACU). Wcześniej zawodnicy obu reprezentacji współtworzyli reprezentację Wielkiej Brytanii (również zarządzana przez ACU). Od lat 80. na skutek decyzji FIM szkoccy zawodnicy nie występują już w zawodach mistrzostw świata jako reprezentacja Szkocji, a na arenie międzynarodowej funkcjonuje wyłącznie zarządzana przez ACU reprezentacja Wielkiej Brytanii.